# Henrik Welin
Henrik August Johannes Welin, född 15 december 1863 i Helga Trefaldighets församling, Uppsala län, död 26 april 1927 i Adolf Fredriks församling, Stockholm, var en svensk tandläkare.
Welin avlade mogenhetsexamen 1884 och tandläkarexamen 1887. Han blev lärare vid Polikliniken för tandsjukdomar och examinator vid tandläkarexamen 1895, t.f. lärare i tandfyllningskonst vid Tandläkarinstitutet 1898 samt ordinarie 1901. Han utgav Lärobok i tandfyllningskonst (1897–99; andra upplagan 1910) samt ett stort antal tekniska och vetenskapliga artiklar.